# Micotossine
Le micotossine, nel loro significato letterale e più generale, sono sostanze chimiche tossiche prodotte da funghi. 
Alcune micotossine (amanitina, muscarina, ecc.) sono responsabili dei fenomeni di avvelenamento causati dal consumo di alcune specie di macromiceti, cioè di "funghi" nell'accezione comune del termine. Altre micotossine (aflatossine, tricoteceni, fumonisine, ecc.) sono prodotti da muffe e altre specie microscopiche, e sono responsabili di fenomeni di tossicità acuta e cronica, a causa della diffusione di queste come contaminanti di alimenti o, più raramente, ambientali: quando si parla di "micotossine" nel settore mangimistico e cerealicolo, di solito si fa riferimento solo a questo gruppo di micotossine, che si possono accumulare come prodotti secondari di muffe dei generi Aspergillus, Penicillium e Fusarium che contaminano le colture o le derrate alimentari.
Ogni anno si registrano numerosi casi di avvelenamento da funghi dovuti spesso a un'errata identificazione micologica di specie spontanee raccolte e mangiate. Pertanto chi opera nel campo micologico, sia per motivi di studio, sia per pura passione hobbystica, non può ignorare l'aspetto tossicologico di alcune specie fungine. Per coloro che si dilettano a raccogliere funghi spontanei diventa un obbligo adottare una certa cautela nel consumare specie poco note e, laddove necessario, ricorrere alla consulenza di un esperto micologo per l'esatta identificazione botanica. Per i raccoglitori inesperti, infatti, non ci sono differenze tra specie velenose e no e, nonostante vecchie e infondate credenze popolari, non esiste una regola generale per poter distinguere i funghi commestibili da quelli velenosi, bisogna conoscerli esattamente per genere e specie, e nel dubbio astenersi dall'uso alimentare. Gli avvelenamenti da funghi di solito si manifestano attraverso una molteplicità di sintomi, secondo la quantità e le specie consumate. Dal momento che la chimica di alcune tossine fungine, soprattutto quelle non mortali, è ancora sconosciuta e un'identificazione certa dei funghi molto spesso è difficile o addirittura impossibile, gli avvelenamenti possono essere classificati in base ai loro effetti tossicologici. È possibile mettere in relazione i vari tipi di avvelenamento con le specie e i principi attivi responsabili.
Altro tipo di avvelenamenti, spesso con conseguenze gravi e mortali è dato dalla cattiva conservazione degli alimenti, funghi macroscopici compresi, che porta allo sviluppo di muffe e lieviti tossici primo fra tutti, per potenziale pericolosità, il genere Aspergillus, con effetti mutageni e cancerogeni per l'uomo e gli animali.
Le tossine fungine possono essere raggruppate in quattro categorie in base al loro meccanismo d'azione:
1. veleni citotossici (tossine che provocano una distruzione cellulare generalizzata seguita da disfunzioni di alcuni organi);
2. neurotossine (sostanze che causano problemi a carico del sistema neurovegetativo);
3. irritanti gastrointestinali (composti che causano disturbi gastrointestinali);
4. Tossine simili al disulfiram/antabuse (provocano sintomi solo in associazione al consumo di alcool etilico).

## Veleni citotossici

### Amatossine

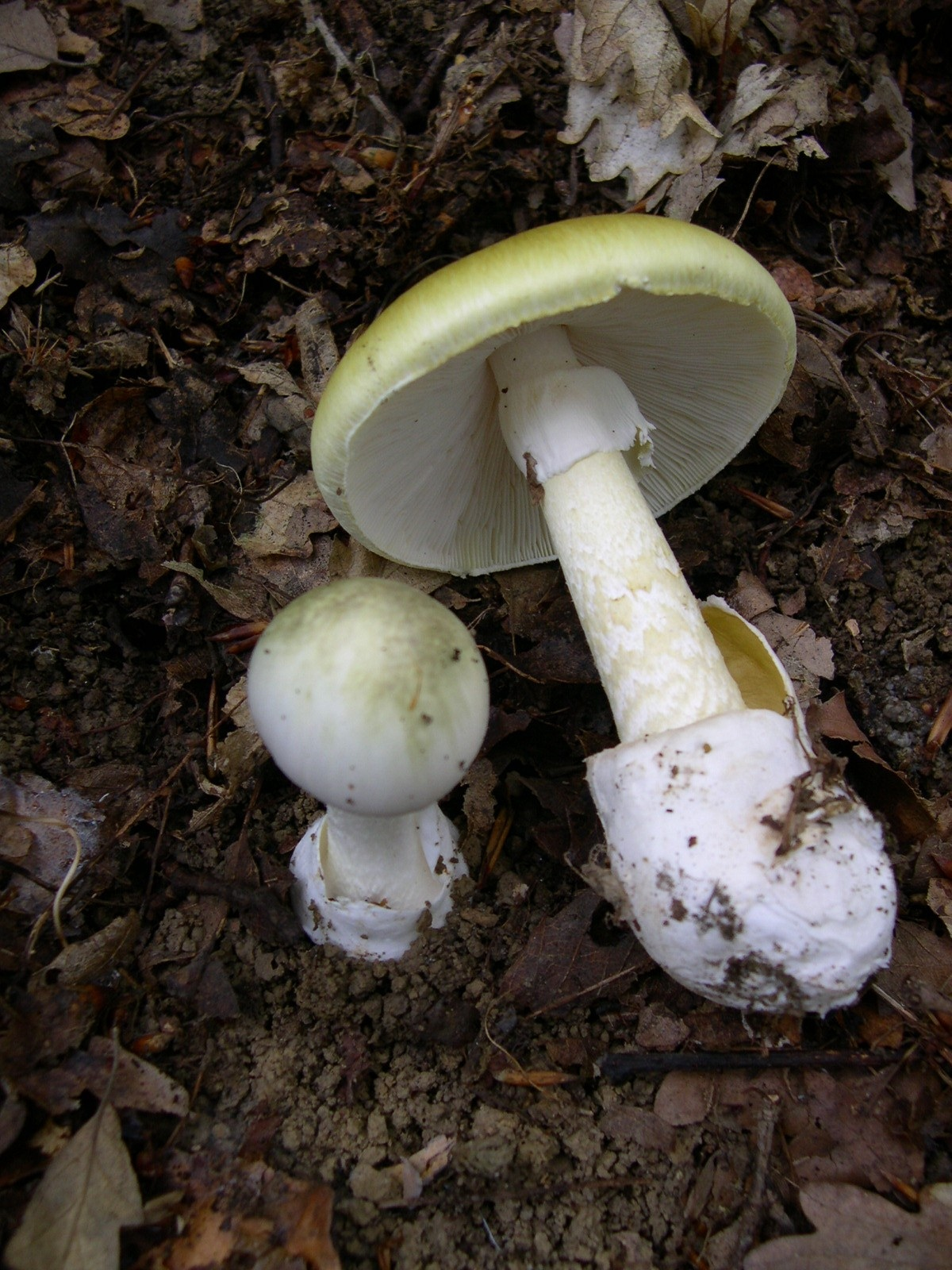
Amanita phalloides.

α-amanitina.

Le amatossine o amanitine sono polipeptidi biciclici contenuti in specie di funghi quali l'Amanita phalloides, l'Amanita virosa e l'Amanita verna, la Galerina autumnalis e simili. 
Seguono le descrizioni delle principali amatossine:
α-amanitina
Formula molecolare: C39H54N10O13S
Massa molecolare: 918,84 g/mol
Nr.CAS: 23109-05-9
È cristallina, incolore, termostabile, ed è solubile in etanolo, metanolo e acqua.
β-amanitina
Formula molecolare: C39H53N9O15S
massa molecolare: 920,0 g/mol
Nr.CAS: 13567-07-02
È cristallina, incolore, termostabile, ed è solubile in etanolo, metanolo e acqua.
γ-amanitina
Formula molecolare: C39H54N10O12S
Massa molecolare: 886,98 g/mol
Nr.CAS: 13567-11-8
È cristallina, incolore, termostabile, ed è solubile in etanolo, metanolo e acqua.
ε-amanitina
Formula molecolare: C39H54N10O14S
È cristallina, incolore, termostabile, ed è solubile in etanolo, metanolo e acqua.
Amanina
Formula molecolare: C39H53N9O14S
Massa molecolare: 903,82 g/mol
È cristallina, incolore, termostabile, ed è solubile in etanolo, metanolo e acqua.
Amanullina
Formula molecolare: C39H54N10O12S
Massa molecolare: 886,86 g/mol
È cristallina, incolore, termostabile, ed è solubile in etanolo, metanolo e acqua.
| Sostanza           | R1    | R2 | R3 | R4  | R5 | LD50 |
| ------------------ | ----- | -- | -- | --- | -- | ---- |
| α-amanitina        | CH2OH | OH | OH | NH2 | OH | 0,3  |
| β-amanitina        | CH2OH | OH | OH | OH  | OH | 0,5  |
| γ-amanitina        | CH3   | OH | OH | NH2 | OH | 0,2  |
| ε-amanitina        | CH3   | OH | OH | OH  | OH | 0,3  |
| Amanina            | CH2OH | OH | OH | OH  | H  | 0,5  |
| Amanullina         | CH3   | H  | OH | NH2 | OH | >20  |
| Acido amanullinico | CH3   | H  | OH | OH  | OH | >20  |
| Proamanullina      | CH3   | H  | H  | NH2 | H  | >20  |

|  |

#### Tossicologia
Le amanitine interferiscono con processi di sintesi proteica provocando un progressivo calo del contenuto proteico cellulare e necrosi delle cellule. L'avvelenamento con le amanitine è caratterizzato da un lungo periodo di latenza (dalle 6 alle 48 ore, in media 6-15 ore) durante il quale il paziente non accusa alcun sintomo. I sintomi appaiono all'improvviso sotto forma di dolori addominali, vomito persistente e diarrea, accentuata, arsura e anuria. Se il paziente sopravvive a questa prima fase, può dare segni di miglioramento ma a questo periodo segue generalmente una rapida e consistente perdita delle forze, prostrazione e insonnia causata dai dolori. La morte può sopraggiungere entro 48 ore (dose massiccia) nel 50-90% dei casi per progressivo e irreversibile danno al fegato, ai reni, al cuore e ai muscoli, ma il malessere più tipicamente permane dai 6 agli 8 giorni negli adulti e dai 4 ai 6 giorni per i bambini. Due o tre giorni dopo l'inizio dell'ultima fase, sopraggiunge itterizia, cianosi e abbassamento della temperatura. La morte di solito segue un periodo di coma e occasionalmente di convulsioni. Se si ha un miglioramento, questo generalmente richiede minimo un mese ed è accompagnato da gonfiore del fegato. L'autopsia di solito rivela degenerazione grassa e necrosi del fegato e dei reni.
Specie commestibili confondibili: Amanita citrina, Amanita caesarea (allo stadio di ovolo), Amanita ovoidea, Tricholoma sejunctum, Russula heterophylla, Psalliota ssp., Volvaria ssp.

### Idrazine
Certe specie di false morchelle (Gyromitra esculenta e Gyromitra gigas) contengono un veleno citotossico detto gyromitrina, derivato volatile dell'idrazina. L'avvelenamento tramite questa tossina assomiglia all'avvelenamento da Amanita, ma è meno grave. Generalmente c'è un periodo di latenza di 6-10 ore dopo l'ingestione durante il quale non appare alcun sintomo, seguito da improvviso attacco di disturbi addominali (un senso di pienezza), forte cefalea, vomito e a volte diarrea. La tossina attacca in primis il fegato, ma si riscontrano disturbi addizionali alle cellule del sangue e al sistema nervoso centrale.  Il tasso di mortalità è relativamente basso (2-4%). Avvelenamenti con sintomi pressappoco identici a quelli prodotti dalla Gyromitra sono stati anche riscontrati dopo l'ingestione di Verpa bohemica; si presume che la tossina sia simile alla gyromitrina ma non è stata ancora identificata.
Specie commestibili confondibili: Morchella ssp.

### Orellanine

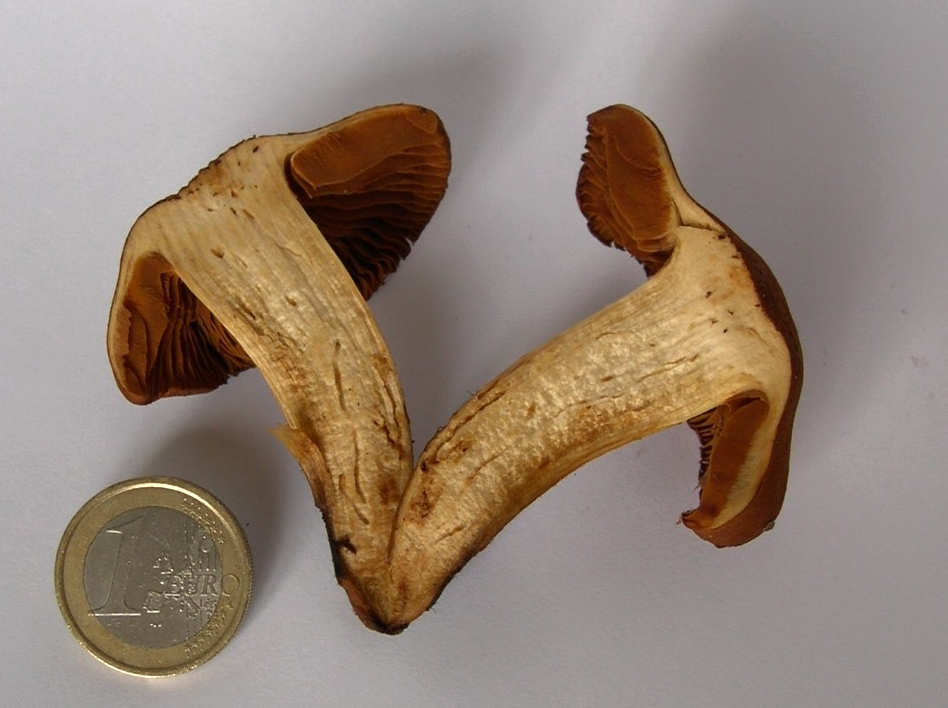
Cortinarius orellanus in sezione.

L'ultimo tipo di avvelenamento citotossico è causato dal Cortinarius orellanus e simili. Il principio attivo responsabile contenuto in questo fungo è l'orellanina, che in realtà, da ricerche, è risultata essere un miscuglio di vari composti polipeptidici ciclici, tra i quali le cortinarine risultano essere tossicologicamente attive. Il loro meccanismo d'azione è simile a quello delle amanitine in quanto inibiscono la sintesi proteica abbassando il contenuto proteico cellulare. Questo tipo di avvelenamento è caratterizzato da un periodo asintomatico latente estremamente lungo, dai 3 ai 4 giorni e oltre. I primi sintomi sono un'intensa sete (polidipsia) e un'eccessiva urinazione (poliuria). A ciò possono seguire nausea, cefalea, dolori muscolari, brividi, spasmi e perdita di conoscenza. In molti casi, grave necrosi dei tubuli renali e insufficienza renale possono portare alla morte (15%) parecchie settimane dopo l'avvelenamento. A volte una consistente degenerazione del fegato accompagna il deficit renale e la guarigione in casi meno gravi può richiedere molti mesi.
Specie commestibili confondibili: Gomphidius viscidus, Armillaria mellea, Tricholoma equestre, Cortinarius varius.

### Aflatossine
Le aflatossine sono micotossine prodotte da specie fungine appartenenti alla classe degli Ascomiceti (genere Aspergillus) e da alcune muffe.
In condizioni ambientali favorevoli le spore degli Aspergillus germinano e successivamente colonizzano svariate tipologie di alimenti, quali granaglie, mais, arachidi e altri semi oleosi.
Il termine aflatossina deriva dall'Aspergillus flavus, responsabile della prima epidemia da micotossine documentata, riscontrata nel 1961, diffusasi a partire da una partita di farina di arachidi contaminata e, in un primo momento chiamata Malattia X del tacchino (in inglese Turkey X disease).
Alti livelli di aflatossine inducono acuta necrosi epatica, carcinoma del fegato, e sono classificate come mutagene e cancerogene, potendo intercalarsi al DNA e potendone alchilare le basi attraverso i suoi metaboliti più ossidati. I danni indotti possono interferire pesantemente non solo in senso di danno generico, ma con geni responsabili del corretto funzionamento del ciclo cellulare.

## Neurotossine
Gli avvelenamenti da funghi che causano problemi neurologici si possono dividere in 3 gruppi basati sul tipo di sintomo prodotto e chiamati col nome della sostanza responsabile di tali sintomi.

### Muscarina

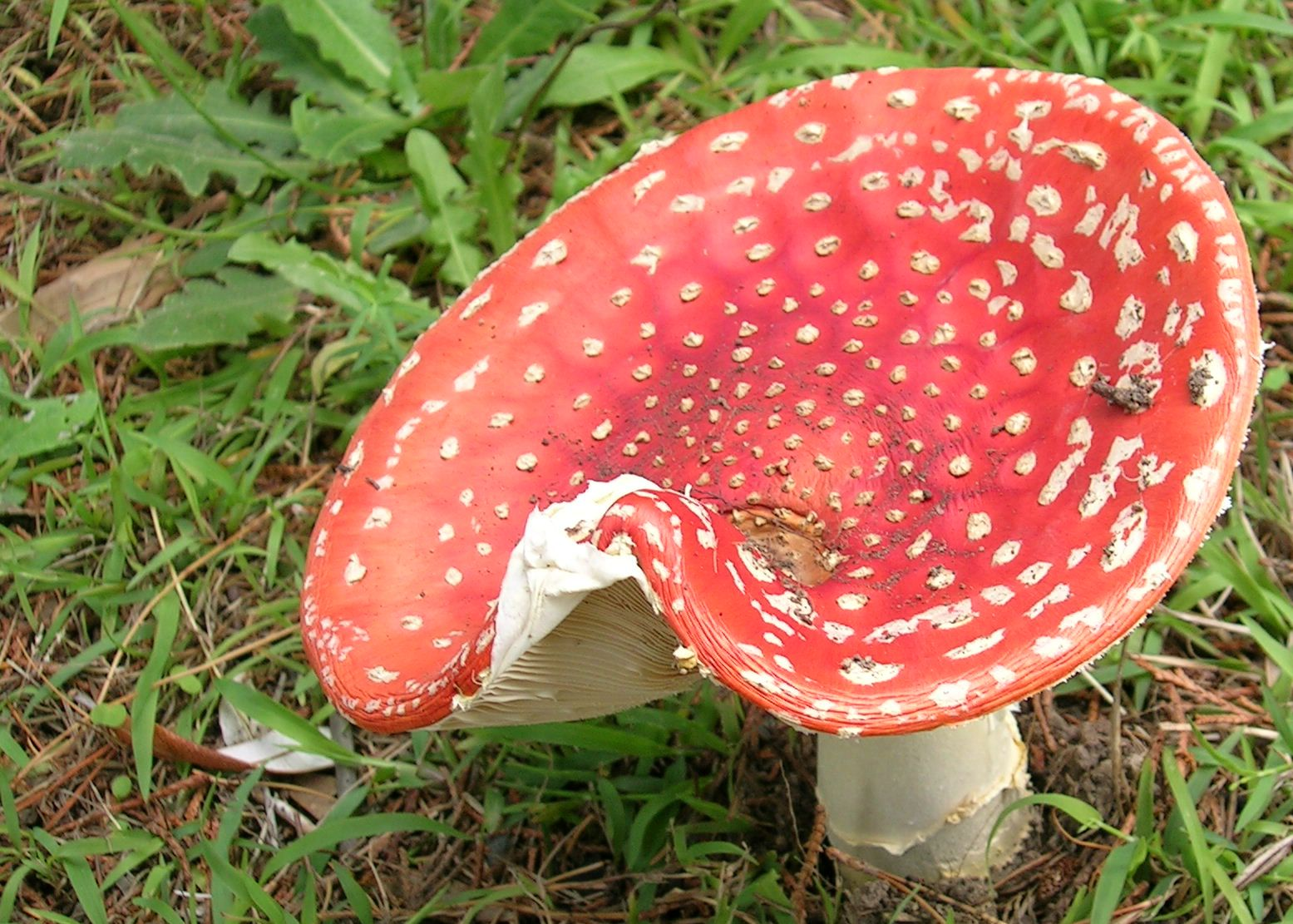
Amanita muscaria.

La muscarina è un sale di ammonio quaternario del 5-aminometil-tetraidro-3-idrossi-2-metil-furano; fu isolata per la prima volta dall'Amanita muscaria, dalla quale ha preso il nome nonostante sia in essa presente nella misura del 0,0002-0,0003%. È presente in un certo numero di funghi appartenente al genere Clitocybe (C. candicans, C. dealbata, C. pithyophila, ecc.) e a un congruo numero di funghi appartenenti al genere Inocybe (I. geophylla, I. lacera, I. lanuginosa, I. nanipes, ecc.) con una percentuale del 3-4% in rapporto al peso del fungo fresco. L'ingestione di queste specie porta un malore caratterizzato preliminarmente da abbondante sudorazione. La sindrome muscarinica è caratterizzata da un incremento, oltre che della sudorazione, della salivazione e della lacrimazione nei 15-30 minuti successivi all'ingestione del fungo. Con massicce dosi questi sintomi possono essere seguiti da dolori addominali, forte nausea, diarrea, appannamento della vista e respiro affannoso. L'intossicazione generalmente decorre benignamente entro le 2 ore. Le morti sono rare ma in casi gravi possono avvenire a causa di disturbi cardiaci o respiratori.
Specie commestibili confondibili: Clitopilus prunulus, Clitocybe connata, Marasmius oreades, Hygrophorus ssp.

### Acido ibotenico/muscimolo
L'Amanita muscaria e l'Amanita pantherina contengono acido ibotenico e muscimolo. Entrambe le sostanze producono gli stessi effetti, ma il muscimolo è circa 5 volte più potente dell'acido ibotenico. I sintomi dell'avvelenamento (sindrome panterinica) in genere si manifestano entro 1-2 ore dopo l'ingestione del fungo. Può presentarsi o meno un iniziale dolore addominale, ma i sintomi principali sono torpore e vertigini (a volte accompagnati da sonno), seguiti da un periodo di iperattività, eccitabilità, visioni e delirio. Momenti di sonnolenza possono alternarsi a momenti di eccitazione, ma i sintomi generalmente scemano in poche ore. Morti raramente si manifestano negli adulti, ma nei bambini, l'accidentale consumo di una grossa quantità di questi funghi può causare convulsioni, coma e altri problemi neurologici per più di 12 ore.
Specie commestibili confondibili: Amanita caesarea, Amanita rubescens.

### Psilocibina

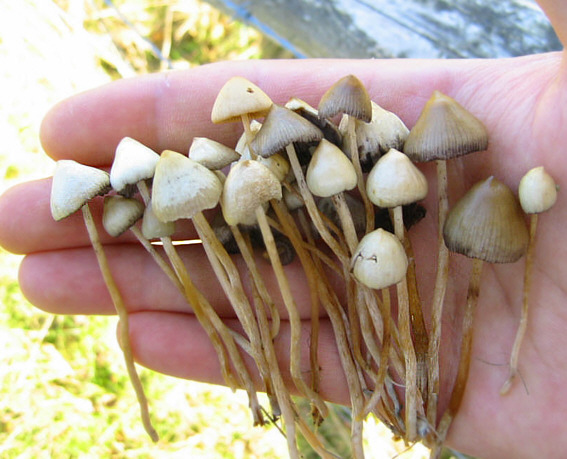
Psilocybe semilanceata.

Un certo numero di funghi appartenenti al genere Psilocybe, Panaeolus, Gymnopilus, Conocybe e Pluteus, quando ingeriti, produce una sindrome simile all'intossicazione da LSD. Molti di questi funghi vengono mangiati per i loro effetti psicotropici in cerimonie religiose di certe tribù indigene americane, una pratica che risale all'era precolombiana. Gli effetti tossici sono causati da composti indolici denominati psilocina e psilocibina. L'inizio dei sintomi è di solito rapido e l'effetto generalmente diminuisce in 2 ore. Gli avvelenamenti da questi funghi negli adulti non sono mai mortali e si possono distinguere dall'avvelenamento da acido ibotenico per l'assenza di sonnolenza o coma. La molteplicità dei casi di avvelenamento da psilocibina interessa bambini piccoli, nei quali ampie dosi possono causare allucinazioni accompagnate da febbre, convulsioni, stitichezza, coma e morte. Questi funghi sono in genere piccoli, marroni, insignificanti, e non particolarmente carnosi; sono raramente scambiati per funghi commestibili anche da raccoglitori inesperti.
Specie commestibili confondibili: Marasmius oreades, Collybia dryophila.

## Irritanti gastrointestinali
Numerosi funghi, inclusi l'Entoloma sinuatum (ex lividum), il Tricholoma pardinum, l'Omphalotus olearius, il Boletus satanas, l'Hypholoma fasciculare, contengono tossine che possono causare dolori gastrointestinali nonché nausea, vomito, diarrea e crampi muscolari. Per molti aspetti questi sintomi sono simili a quelli causati da veleni citotossici mortali. La principale differenza diagnostica è che gli avvelenamenti causati da questi funghi hanno un rapido attacco, piuttosto che frazionato nel tempo come avviene negli avvelenamenti da citotossine. Alcuni funghi (incluse le specie sopra menzionate) possono causare vomito e/o diarrea che si protraggono per molti giorni. Morti causate da questi funghi sono relativamente rare e sono associate a disidratazione e scompensi degli elettroliti causati da diarrea e vomito specialmente in persone debilitate, molto giovani o in pazienti molto vecchi. In questo caso il reintegro dei liquidi e altra terapia di supporto appropriata prevengono la morte. La chimica delle tossine responsabili di questo tipo di avvelenamento è pressoché sconosciuta, ma può essere messa in relazione alla presenza in alcuni funghi di zuccheri insoliti, aminoacidi, peptidi, resine e altri composti.
Specie commestibili confondibili: Armillaria mellea, Armillaria tabescens, Pholiota mutabilis, Collybia velutipes.

## Tossine simili al disulfiram/antabuse
Il Coprinus atramentarius è il principale responsabile di avvelenamenti tipo disulfiram/antabuse (sindrome coprinica), anche se il Boletus luridus e il Clitocybe clavipes producono effetti simili. Il fattore complicante in questo tipo di intossicazione è che questa specie viene di solito considerata commestibile (ovvero, non si ha alcuna patologia quando viene mangiato in assenza di bevande alcoliche). Il fungo produce un insolito aminoacido, coprina, che viene trasformata in ciclopropanone idrato nel corpo umano. Questo composto interferisce con l'assimilazione dell'alcool provocando accumulo di acetaldeide nell'organismo. Pertanto l'assunzione di bevande alcoliche nelle 72 ore successive al consumo di tale fungo causa cefalea, nausea e vomito, rossore del viso, e disturbi cardiovascolari che durano per 2-3 ore (disturbi tipici provocati dall'assunzione di antabuse).

## Altri tipi di avvelenamento
Oltre agli avvelenamenti da funghi sopra citati, strettamente correlati alle tossine da essi prodotte, esiste una casistica di manifestazioni patologiche da parte di alcuni individui nei confronti di funghi commestibili. In tali situazioni gioca un ruolo fondamentale l'intolleranza individuale che può essere genetica, metabolica o allergica.  Un esempio è l'intolleranza alimentare dovuta alla carenza enzimatica ereditaria di trealasi, enzima che scinde in glucosio il trealosio contenuto nei funghi. Non sono da trascurare inoltre le intossicazioni di tipo botulinico dovute a una non perfetta conservazione di funghi in scatola e le intossicazioni dovuto ad accumulo di metalli pesanti o pesticidi da parte di alcuni funghi.